# Кошенцин (Любуське воєводство)
Кошенцин (пол. Koszęcin, нім. Karolinenhof) — село в Польщі, у гміні Дещно Ґожовського повіту Любуського воєводства.
Населення — 58 осіб (2011).
У 1975-1998 роках село належало до Гожовського воєводства.

## Демографія
Демографічна структура станом на 31 березня 2011 року:
|          | Загалом | Допрацездатний вік | Працездатний вік | Постпрацездатний вік |
| -------- | ------- | ------------------ | ---------------- | -------------------- |
| Чоловіки | 30      | 7                  | 20               | 3                    |
| Жінки    | 28      | 7                  | 19               | 2                    |
| Разом    | 58      | 14                 | 39               | 5                    |